# Elena Guskova
Elena Guskova ou Elena Yuryevna Guskova (en russe : Елена Юрьевна Гуськова ; en serbe cyrillique : Јелена Јурјевна Гускова ; en serbe latin : Jelena Jurjevna Guskova ; née le 23 septembre 1949 à Moscou) est une historienne russe, spécialiste de l'histoire de la Serbie, de l'histoire des Balkans et de la Scandinavie aux XIXe et XXe siècles,. Elle dirige le Centre d'étude de la crise balkanique contemporaine à l'Institut d'études slaves de l'Académie des sciences de Russie. Elle est membre à titre étranger de l'Académie des sciences et des arts de la République serbe et membre à titre étranger de l'Académie serbe des sciences et des arts.
Elena Guskova fait partie des intellectuels qui ont critiqué les pays occidentaux non seulement pour la dislocation de la Yougoslavie mais aussi pour la violence qui l'a accompagnée. Guskova a fait connaître publiquement son opinion sur l'accord de Bruxelles signé par le gouvernement de Serbie en 2013, en affirmant qu'il reconnaissait implicitement le l'indépendance du Kosovo.
Elena Guskova est également membre du Sénat de la république serbe de Bosnie.

## Biographie
Jelena Guskova est née le 23 septembre 1949 à Moscou. En 1972, elle est diplômée de la Faculté d'histoire de l'université d'État de Moscou au Département d'histoire des Slaves du sud et de l'ouest ; dans la même faculté, elle a soutenu son mémoire de maîtrise sur le développement socio-économique de la Serbie au milieu du XIXe siècle puis, en 1990, elle a soutenu sa thèse de doctorat sur les organisations sociopolitiques et le système de gouvernement autonome de la république fédérative socialiste de Yougoslavie.
En 1994, elle a travaillé comme experte scientifique sur les Balkans au quartier général des opérations de maintien de la paix de l'ONU en Yougoslavie à Zagreb. De 1972 à 2002, elle a travaillé à l'Institut d'information pour les sciences sociales de l'Académie des sciences de Russie en tant qu'associée de recherche de premier plan, et en même temps, elle a travaillé à l'Institut d'études slaves de l'Académie des sciences de Russie à la tête du Centre pour la crise contemporaine des Balkans ; depuis 2002, elle travaille dans cet institut sans interruption en tant que directrice.
Jelena Guskova a également enseigné à l'université d'État Lomonossov de Moscou (1993, 1995, 1998, 2001 et 2003), à l'université d'État d'Irkoutsk (1993), à l'université d'État de Perm (1995), à l'Académie diplomatique du ministère des Affaires étrangères de la fédération de Russie (2002), à l'université d'État de l'Oural. Toutes ses conférences étaient consacrées à l'histoire de la Yougoslavie.
Elle est membre de la Commission russo-serbe des historiens du Département d'histoire de l'Académie des sciences de Russie, membre du comité de rédaction du Военно-исторический журнал (Journal d'histoire militaire) à Moscou, membre du comité de rédaction de la revue historique Tokovi istorije (Courants de l'histoire) de l'Institut d'histoire moderne de Serbie. Elle est par ailleurs membre de la Commission internationale d'experts pour la découverte de la vérité sur le camp de concentration de Jasenovac pendant la Seconde Guerre mondiale. Elle a été l'un des experts scientifiques du côté de la défense dans le procès du général serbe Stanislav Galić au Tribunal pénal international pour l'ex-Yougoslavie à La Haye (2002) et a participé au projet de recherche « Kosovo-Métochie entre identité nationale et intégration européenne » dans le cadre d'un ensemble de projets conduits par le ministère de l'Éducation de la république de Serbie.
En mai 2009, le président de la république serbe de Bosnie, l'académicien Rajko Kuzmanović, l'a nommée membre du Sénat de la république serbe de Bosnie.

## Vie privée
Elle est mariée et mère de deux filles.

## Travaux
Elena Guskova a publié plus de 550 articles scientifiques, dont 21 livres et brochures. Parmi ces derniers, on peut citer :
- (ru) История югославского кризиса (1990–2000) (Histoire de la crise yougoslave (1990-2000), Moscou, 2001[8] ; traduit en serbe sous le titre Istorija jugoslovenske krize[9],[10],
- (ru) Балканские дороги и шальное бездорожье: Взгляд русского историка (Routes des Balkans et Routes folles : le point de vue de l'historien russe), Lambert Academic Publishing, Sarrebruck, 2012[11],
- (ru) Агрессия НАТО 1999 г. против Югославии и процесс мирного урегулирования (L'Agression de l'OTAN contre la Yougoslavie en 1999 et les Processus de règlement pacifique», Indrik, Moscou, 2013[12],
- (sr) Balkanski putevi i sumanuto bespuћe: mišljenje ruskog istoričara, Belgrade, Catena Mundi, 2013 (traduction en serbe de Балканские дороги и шальное бездорожье: Взгляд русского историка)[13],
- (sr) Kosovo i Metohiјa: rat i uslovi mira (Kosovo et Métochie : guerre et conditions de paix, Faculté de philosophie de l'université de Pristina, Kosovska Mitrovica, 2014[14],[15].